# Centrum Handlowe Manhattan

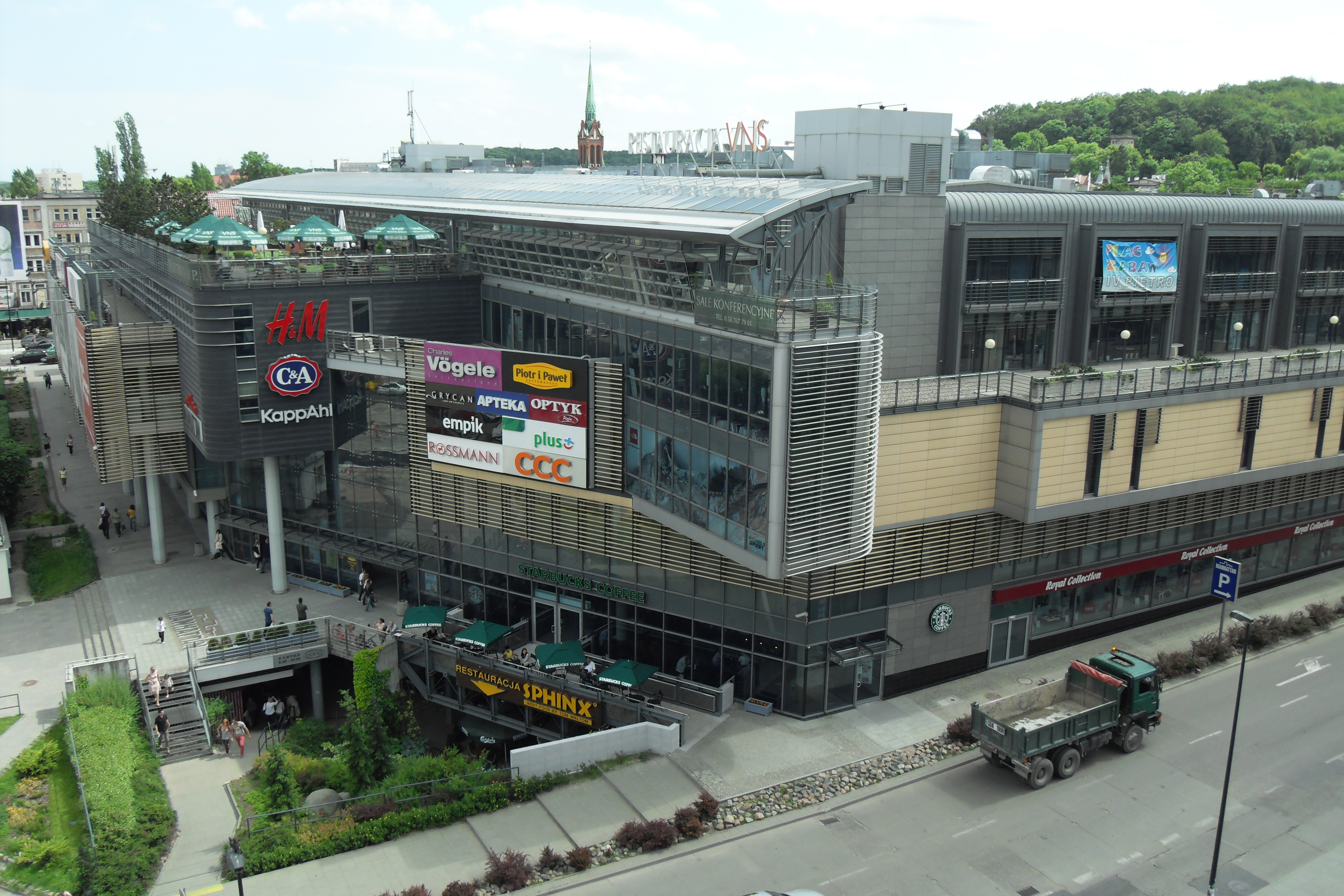
C. H. Manhattan – wejście główne

Manhattan – centrum handlowe w Gdańsku, w centralnej części dzielnicy Wrzeszcz Górny, przy al. Grunwaldzkiej 82. Zostało otwarte 5 marca 2004. Swoją nazwę centrum zawdzięcza zwyczajowej nazwie istniejącego wcześniej na tym terenie targowiska.

## Dane techniczne
- Inwestor: GCH Manhattan[2]
- Otwarcie obiektu: 5 marca 2004
- Powierzchnia całkowita: 53 000 m²[2]
- Powierzchnia handlowo-usługowa: 23 000 m²[2]
- Powierzchnia biurowa: 5000 m²[2]

## Położenie
CH Manhattan położone jest pomiędzy następującymi ulicami:
- od strony południowo-wschodniej – ul. Jaśkowa Dolina
- od strony południowo-zachodniej – ul. Partyzantów
- od strony północno-zachodniej – ul. R. Dmowskiego
- od strony północno-wschodniej – al. Grunwaldzka

Ulice: R. Dmowskiego, Partyzantów i Jaśkowa Dolina są na odcinku otaczającym Manhattan jednokierunkowe, co umożliwia sprawniejszy wyjazd z parkingu podziemnego.

## Budynek
Centrum posiada łącznie 8 kondygnacji, w tym 3 podziemne, z których dwie przeznaczone są na parking podziemny o pojemności 365 miejsc. Główne wejście mieści się od strony skrzyżowania ul. R. Dmowskiego z al. Grunwaldzką, ale istnieją też boczne wejścia do centrum od strony pozostałych skrzyżowań.
Twórcy projektu budynku – architekci Wojciech Targowski, Antoni Taraszkiewicz i Piotr Mazur z zespołem, otrzymali za ten projekt wyróżnienie w konkursie Stowarzyszenia Architektów Polskich w 2004.
Początkowo budynek miał być wyższy o jedno piętro (przypuszczalnie handlowe), jednak na etapie budowy zmieniono projekt.

## Handel i biznes
W CH Manhattan znajduje się łącznie 80 sklepów i punktów usługowych, a także restauracje, kawiarnie, bary, centrum odnowy biologicznej, salony urody, klub fitness, kręgielnia, multimedialna biblioteka i nowoczesny wielofunkcyjny plac zabaw.  
CH Manhattan liczy ponad 6000 m² powierzchni biurowej, na której swoje działalności prowadzi 70 najemców.